# Ixora reticulata
Ixora reticulata là một loài thực vật có hoa trong họ Thiến thảo. Loài này được (Blume) Boerl. mô tả khoa học đầu tiên năm 1891.